# Пецана
Пецана (итал. Pezzana) је насеље у Италији у округу Верчели, региону Пијемонт.
Према процени из 2011. у насељу је живело 1282 становника. Насеље се налази на надморској висини од 117 м.

## Становништво
Према резултатима пописа становништва 2011. у општини је живело 1.346 становника.
| 1931. | 1936. | 1951. | 1961. | 1971. | 1981. | 1991. | 2001. | 2011. |
| ----- | ----- | ----- | ----- | ----- | ----- | ----- | ----- | ----- |
| 2.497 | 2.431 | 2.081 | 1.667 | 1.291 | 1.116 | 1.087 | 1.129 | 1.346 |